# Ngày Quốc tế Chấm dứt bạo lực đối với người bán dâm
Ngày Quốc tế Chấm dứt bạo lực đối với người bán dâm là một sự kiện quốc tế do những người hành nghề mại dâm, gia đình, bạn bè và những người ủng hộ họ tổ chức hàng năm vào ngày 17 tháng 12. Ban đầu, đây là một ngày tưởng niệm và cầu nguyện cho các nạn nhân của vụ giết người trên sông Green ở Seattle, Washington, Hoa Kỳ, tuy nhiên sau đó nó đã trở thành một sự kiện quốc tế thường niên nhằm kêu gọi sự chú ý của cộng đồng đối với những hành vi thù hận chống lại những người bán dâm trên toàn thế giới, đồng thời nêu bật sự cần thiết phải xóa bỏ sự kỳ thị, phân biệt đối xử, những nguyên nhân gây ra bạo lực đối với người bán dâm và sự thờ ơ của cộng đồng nơi họ sinh sống. Theo những người ủng hộ người bán dâm, những luật tục địa phương và đạo luật cấm rượu ở Hoa Kỳ cũng có thể là nguồn cơn gây ra bạo lực đối với người bán dâm.

## Bối cảnh
Được tổ chức lần đầu vào năm 2003, Ngày Quốc tế Chấm dứt bạo lực đối với người bán dâm là sáng kiến của tiến sĩ Annie Sprinkle và Robyn Few, người sáng lập Dự án SWOP-USA, một tổ chức vì quyền của người bán dâm tại Hoa Kỳ. Trong một bức thư công khai, Sprinkle tuyên bố:
Những hành vi bạo lực chống lại người bán dâm không được báo cáo đúng mức, không bị xử lý và cũng không bị trừng phạt. Thật vậy, vẫn có những người không hề quan tâm kể cả khi những người làm nghề mại dâm là nạn nhân của thù hận, bị đánh đập, hãm hiếp hoặc thậm chí sát hại. Bất kể bạn nghĩ gì về những người bán dâm và những chính kiến [thường thấy] bủa vây quanh họ, thì người bán dâm vẫn là một phần của vùng dân cư, cộng đồng và gia đình của chúng ta.

## Biểu tượngchiếc ô màu đỏ
Chiếc ô màu đỏ là một biểu tượng quan trọng, đại diện cho quyền của những người bán dâm và được sử dụng trong các sự kiện tổ chức vào ngày 17 tháng 12 hàng năm. Biểu tượng này lần đầu tiên được những người hành nghề mại dâm ở Venice, Ý sử dụng vào năm 2001. Tại triển lãm nghệ thuật Venice Biennale lần thứ 49, nghệ sĩ người Slovenia Tadej Pogacar đã hợp tác với những người hành nghề mại dâm để tạo ra "Gian hàng mại dâm" và tác phẩm nghệ thuật CODE: RED. Những người bán dâm cũng tổ chức một cuộc tuần hành trên đường phố (có tên Cuộc tuần hành Chiếc ô đỏ) để phản đối điều kiện làm việc vô nhân đạo và vi phạm nhân quyền mà họ phải chịu đựng.
Năm 2005, Ủy ban quốc tế về quyền của người bán dâm châu Âu (ICRSE) đã công nhận biểu trưng chiếc ô màu đỏ là biểu tượng chống lại sự phân biệt đối xử đối với người bán dâm. Cùng thời điểm này, một cuộc tuần hành cũng được tổ chức với hình thức sự kiện bế mạc cho Hội nghị Châu Âu về Nghề mại dâm, Nhân quyền, Lao động và Di cư được tổ chức tại Brussels, Bỉ. Sự kiện thu hút gần 200 người tham gia.